# 班頓·波里路
班頓·波里路（英語：Brandon Borrello，1995年7月25日—），是一名澳洲職業足球員，司職前鋒，現效力於澳職球會西悉尼流浪者。澳洲國家足球隊成員。
曾經為獅吼的青年隊效力，由於2014/15球季球隊的傷患問題嚴重，他時常獲調升一隊踢澳職賽事。